# Teatr Pinezka
Teatr Pinezka – teatr uliczny, który powstał w latach 70. w Gdańsku. Domeną grupy jest pantomima, klaunada, żonglerka, akrobacje, taniec, sztuka szczudlarska i marionetkowa oraz commedia dell’arte.

## Historia
„Teatr Pinezka” powstał z inicjatywy Marka Lubieńskiego, obecnie kierownika Teatru Maszoperia z Gdyni – zaś jego kierownikiem był Piotr Szczepański. W 1980 do trupy dołączył Przemysław Grządziela (znany później jako Clown Pinezka) – lalkarz, plastyk, klaun, a także absolwent Szkoły Muzycznej I st. im. Grażyny Bacewicz w Gdańsku-Wrzeszczu i Ogólnokształcącej Szkoły Baletowej w Gdańsku, który uczył się rzemiosła od innych artystów ulicznych podczas Międzynarodowego Festiwalu Teatrów Ulicznych w Jeleniej Górze (pierwsza edycja imprezy miała miejsce w 1982).
Po wprowadzeniu stanu wojennego przejął on podupadający amatorski teatr i z grupą aktorów lalkarzy przygotował spektakle marionetkowe Arlekinada, czyli wbrew starego świata porządku, zwycięstwo nie miłości, lecz rozsądku i Marionetkowy cyrk Pinezka. Na przestrzeni lat Teatr Pinezka zdobył wiele nagród: dwukrotnie 1 miejsce na Baltic Festival Karlshamn '97 i '99 (Szwecja), 2 miejsce na Międzynarodowym Festiwalu Lalkarzy Solistów'99 w Łodzi, 3 miejsce na Clown Festival Montbéliard'98 (Francja), 3 miejsce na International Wandertheater Radebeul'96 (Niemcy). Jest także laureatem wielu wyróżnień.
Występował na festiwalach teatralnych w Avignone, Paryżu, Lyonie, Edynburgu, Londynie, Ankarze, Kijowie, Lwowie, Wilnie, Moskwie, Królewcu, Krasnoarmiejsku, Salonikach, Bańskiej Bystrzycy, Berlinie, Stuttgarcie, Budapeszcie, Wiedniu, Zurychu, Sztokholmie, Oslo, Luxemburgu, Madrycie, Amsterdamie, Guadalajarze (Meksyk), Quito (Ekwador) oraz na wielu festiwalach w całej Polsce. Wielokrotnie występował na Międzynarodowym Festiwalu Teatrów Ulicznych w Jeleniej Górze. Reprezentował polską kulturę podczas Wystawy Światowej EXPO'92 w Sewilli (Hiszpania), EXPO'2000 w Hanowerze (Niemcy) oraz na Targach Kultury i Sztuki w Umeå (Szwecja).
W 2005 z okazji 25-lecia działalności artystycznej (licząc od roku 1980), Teatr Pinezka otrzymał Nagrodę Prezydenta Miasta Gdańska w Dziedzinie Kultury.

## Działalność zawodowa Przemysława Grządzieli poza Teatrem Pinezka
Przemysław Grządziela po ukończeniu gdańskiej Ogólnokształcącej Szkoły Baletowej przez 17 lat pracował jako solista baletu m.in. w Operze Bydgoskiej, Polskim Teatrze Tańca pod dyr. Conrada Drzewieckiego, a następnie Ewy Wycichowskiej i Teatrze Wielkim im. Stanisława Moniuszki w Poznaniu oraz w Operetce Wrocławskiej. Był także aktorem-mimem we Wrocławskim Teatrze Pantonimy Henryka Tomaszewskiego.
Na Międzynarodowym Festiwalu Sztuki Lalkarskiej'98 w Bielsku-Białej otrzymał nagrodę „Polunima” za najlepszą kreację aktorską. Jest również autorem wielu układów choreograficznych do spektakli w teatrach dramatycznych i lalkowych.
Po wielu latach pracy zajął się działalnością edukacyjną, dzieląc się swoim doświadczeniem z kolejnymi pokoleniami artystów. Wykładał pantomimę na Akademii Teatralnej im. Zelwerowicza w Warszawie na Wydziale Sztuki Lalkarskiej w Białymstoku oraz przez dziesięć lat prowadził warsztaty pantomimy podczas Biennale Tańca Współczesnego w Poznaniu. Prowadzi warsztaty twórcze dla dzieci i młodzieży w kraju i za granicą: Plastyka ruchu i pantomima, Sztuka cyrkowa, Teatr Lalek i Klaunada.